# Purpurhuvudsbarb
Purpurhuvudsbarb (Puntius nigrofasciatus) är en fiskart som först beskrevs av Günther, 1868.  Purpurhuvudsbarb ingår i släktet Puntius och familjen karpfiskar. Inga underarter finns listade i Catalogue of Life.